# Discographie de Rise Against
La discographie de Rise Against, groupe de punk rock américain, se compose de 6 albums studio, de 2 DVDs, de 4 EP et de 17 singles. Le groupe s'est formé en 1999 et est composé de Tim McIlrath, Zach Blair, Joe Principe et Brandon Barnes.

## Albums

### Albums studio
| Année | Détails | Charts | Charts | Charts | Charts | Charts | Charts | Charts | Charts | Charts | Charts | Certifications |
| Année | Détails | [ 1 ]  | [ 2 ]  | [ 3 ]  | [ 4 ]  | [ 1 ]  | [ 5 ]  | [ 6 ]  | [ 7 ]  | [ 8 ]  | [ 9 ]  | Certifications |
| ----- | --- | ------ | ------ | ------ | ------ | ------ | ------ | ------ | ------ | ------ | ------ | -------------- |
| 2001  | The Unraveling - Sortie: 24 avril 2001 - Label: Fat Wreck Chords - Format(s): CD, LP, Digital Distribution (DD) | —      | —      | —      | —      | —      | —      | —      | —      | —      | —      | —              |
| 2003  | Revolutions per Minute - Sortie: 8 avril 2003 - Label: Fat Wreck Chords - Format(s): CD, LP, DD                 | —      | —      | —      | —      | —      | —      | —      | —      | —      | —      | —              |
| 2004  | Siren Song of the Counter Culture - Sortie: 10 août 2004 - Label: Geffen Records - Format(s): CD, LP, DD        | 136    | —      | —      | —      | —      | —      | —      | —      | —      | —      | Or · Platine   |
| 2006  | The Sufferer and the Witness - Sortie: 4 juillet 2006 - Label: Geffen Records - Format(s): CD, LP, DD           | 10     | 21     | 75     | —      | 5      | 98     | 77     | —      | —      | 171    | Or · Platine   |
| 2008  | Appeal to Reason - Sortie: 7 octobre 2008 - Label: Geffen Records - Format(s): CD, LP, DD                       | 3      | 7      | 34     | 55     | 1      | 44     | 21     | 34     | 51     | 68     | Or · Platine   |
| 2011  | Endgame - Sortie: 15 mars 2011 - Label: DGC Records - Format(s): CD, LP, DD                                     | 2      | 2      | 3      | 23     | 1      | 12     | 1      | 6      | 6      | 27     | Or             |
| 2014  | The Black Market - Sortie: 15 juillet 2014 - Label: DGC Records - Format(s): CD, LP, DD                         |        |        |        |        |        |        |        |        |        |        |                |
| 2017  | Wolves - Sortie: 9 juin 2017 - Label: Virgin Records - Format(s): CD, LP, DD                                    |        |        |        |        |        |        |        |        |        |        |                |
| 2021  | Nowhere Generation - Sortie: 4 juin 2021 - Label: Loma Vista Recordings - Format(s): CD, LP, DD                 |        |        |        |        |        |        |        |        |        |        |                |

### Compilations
| Année | Détails | Charts | Charts | Charts | Charts | Charts | Charts | Charts | Charts | Charts | Charts | Certifications |
| Année | Détails | [ 1 ]  | [ 2 ]  | [ 3 ]  | [ 4 ]  | [ 1 ]  | [ 5 ]  | [ 6 ]  | [ 7 ]  | [ 8 ]  | [ 9 ]  | Certifications |
| ----- | --- | ------ | ------ | ------ | ------ | ------ | ------ | ------ | ------ | ------ | ------ | -------------- |
| 2013  | Long Forgotten Songs: B-Sides & Covers 2000-2013 - Sortie: 9 septembre 2013 - Label: Interscope Records - Format(s): CD, LP, DD |        |        |        |        |        |        |        |        |        |        |                |
| 2018  | The Ghost Note Symphonies, Vol. 1 - Sortie: 27 juillet 2018 - Label: Virgin Records - Format(s): CD, LP, DD                     |        |        |        |        |        |        |        |        |        |        |                |

### Démo
| Titre             | Date de sortie | Label        |
| ----------------- | -------------- | ------------ |
| Transistor Revolt | 2000           | auto-produit |

### EPs
| Titre           | Date de sortie | Label            |
| --------------- | -------------- | ---------------- |
| AOL Undercover  | 27 mars 2007   | Geffen Records   |
| This Is Noise   | 3 juillet 2007 | Geffen Records   |
| Rise Against 7" | 12 mai 2009    | Fat Wreck Chords |
| Join the Ranks  | 16 avril 2011  | Fat Wreck Chords |

## Singles
| Année | Chanson                             | Classement | Classement | Classement | Classement | Classement | Classement  | Classement | Classement | Certifications | Album                             |
| ----- | ----------------------------------- | ---------- | ---------- | ---------- | ---------- | ---------- | ----------- | ---------- | ---------- | -------------- | --------------------------------- |
| Année | Chanson                             | US Hot 100 | US Alt.    | US Main.   | US Pop     | US Rock    | Can Hot 100 | Can Alt,   | Can Rock,  | Certifications | Album                             |
| 2003  | Like the Angel                      | —          | —          | —          | —          | —          | —           | —          | —          |                | Revolutions per Minute            |
| 2004  | Give It All                         | —          | 37         | —          | —          | —          | —           | —          | —          |                | Siren Song of the Counter Culture |
| 2005  | Swing Life Away                     | 117        | 12         | —          | 95         | —          | —           | —          | —          |                | Siren Song of the Counter Culture |
| 2005  | Life Less Frightening               | —          | 33         | —          | —          | —          | —           | —          | —          |                | Siren Song of the Counter Culture |
| 2006  | Ready to Fall                       | —          | 13         | —          | —          | —          | —           | —          | —          |                | The Sufferer and the Witness      |
| 2006  | Prayer of the Refugee               | —          | 7          | —          | —          | —          | 21          | —          | —          | Or             | The Sufferer and the Witness      |
| 2007  | The Good Left Undone                | —          | 6          | —          | —          | —          | —           | —          | —          |                | The Sufferer and the Witness      |
| 2008  | Re-Education (Through Labor)        | 112        | 3          | 22         | —          | —          | 63          | —          | —          |                | Appeal to Reason                  |
| 2009  | Audience of One                     | —          | 4          | —          | —          | 16         | 59          | —          | —          |                | Appeal to Reason                  |
| 2009  | Savior                              | 102        | 3          | 18         | —          | 3          | 68          | —          | —          | Or             | Appeal to Reason                  |
| 2011  | Help Is on the Way                  | 89         | 2          | 6          | —          | 2          | 45          | 6          | 14         |                | Endgame                           |
| 2011  | Architects                          | 119        | —          | —          | —          | —          | —           | —          | —          |                | Endgame                           |
| 2011  | Make It Stop (September's Children) | —          | 6          | 14         | —          | 8          | —           | 10         | 17         |                | Endgame                           |
| 2011  | Satellite                           | —          | 7          | 13         | —          | 7          | —           | 11         | 26         |                | Endgame                           |
| 2012  | Dirt & Roses                        | —          | —          | —          | —          | —          | —           | —          | —          |                | The Avengers Movie's album        |

## Clips vidéo
| Année | Titre de la Chanson                 | Album                                                                            | Vidéo                                       |
| ----- | ----------------------------------- | -------------------------------------------------------------------------------- | ------------------------------------------- |
| 2003  | Heaven Knows                        | Revolutions per Minute                                                           | [vidéo] « Visionner la vidéo », sur YouTube |
| 2004  | Give It All                         | Siren Song of the Counter Culture                                                | [vidéo] « Visionner la vidéo », sur YouTube |
| 2005  | Swing Life Away                     | Siren Song of the Counter Culture                                                | [vidéo] « Visionner la vidéo », sur YouTube |
| 2006  | Ready to Fall                       | The Sufferer and the Witness                                                     | [vidéo] « Visionner la vidéo », sur YouTube |
| 2006  | Prayer of the Refugee               | The Sufferer and the Witness                                                     | [vidéo] « Visionner la vidéo », sur YouTube |
| 2006  | Injection                           | The Sufferer and the Witness                                                     | [vidéo] « Visionner la vidéo », sur YouTube |
| 2007  | The Good Left Undone                | The Sufferer and the Witness                                                     | [vidéo] « Visionner la vidéo », sur YouTube |
| 2007  | Behind Closed Doors                 | The Sufferer and the Witness                                                     | [vidéo] « Visionner la vidéo », sur YouTube |
| 2008  | Re-Education (Through Labor)        | Appeal to Reason                                                                 | [vidéo] « Visionner la vidéo », sur YouTube |
| 2008  | Audience Of One                     | Appeal to Reason                                                                 | [vidéo] « Visionner la vidéo », sur YouTube |
| 2009  | Hero Of War                         | Appeal to Reason                                                                 | [vidéo] « Visionner la vidéo », sur YouTube |
| 2009  | Savior                              | Appeal to Reason                                                                 | [vidéo] « Visionner la vidéo », sur YouTube |
| 2011  | Help Is On The Way                  | Endgame                                                                          | [vidéo] « Visionner la vidéo », sur YouTube |
| 2011  | Make It Stop (September's Children) | Endgame                                                                          | [vidéo] « Visionner la vidéo », sur YouTube |
| 2011  | Satellite                           | Endgame                                                                          | [vidéo] « Visionner la vidéo », sur YouTube |
| 2012  | Ballad of Hollis Brown              | Chimes of Freedom: Songs of Bob Dylan Honoring 50 Years of Amnesty International | [vidéo] « Visionner la vidéo », sur YouTube |